# Lasse Dahlquist
Lars Erik (Lasse) Dahlquist, född 14 september 1910 i Örgryte, Västergötland, död 14 oktober 1979 på Brännö i Styrsö församling i Göteborgs kommun, var en svensk kompositör, schlagersångare och skådespelare.

## Biografi
Enligt folkbokföringen var efternamnet Dahlqvist men som artist kallade han sig Dahlquist. Örgryte uppges som födelseförsamling eftersom Elin Dahlqvist födde sin son på Göteborgs privata förlossningshem, villa Hanneberg, vid Mölndalsvägen men i Örgryte församling som vid den tiden ännu inte tillhörde Göteborgs stad. Föräldrarna Elin och Otto var bosatta på Brännö, Styrsö församling. Otto Dahlqvist var sjökapten men det var som sjöassuransdirektör han och familjen flyttade, först till Helsingborg 1910 när Lasse var tre månader gammal, och 1913 till Lidingö. 1934 bosatte sig Lasse i Stockholm. Det var först 1943 som han flyttade från Stockholm till Brännö som då ännu inte tillhörde Göteborgs stad.
Släktnamnet Dahlqvist antogs av Lasse Dahlquists farfar, Sven Ludvig Dahlqvist (1828–1907), efter hemmanet Dahlsgård beläget i Halland, cirka 10 km nordost om Falkenberg. Sven Ludvig Dahlqvist inflyttade till Göteborg 1850, bildade familj 1860 och startade 1872 pråmuthyrningsrörelsen Andersson & Dahlqvist som från 1876 hade kontor på Skeppsbron 5.
I september 1926 mönstrade Lasse Dahlquist på som jungman på motorfartyget M/S Bullaren. Under ett år var han med flera långresor till bland annat Australien. Sommaren 1928 mönstrade han på som befälselev på den fyrmastade barken Beatrice.  Han fick under närmare ett år uppleva det ofta mycket hårda livet ombord på ett seglande skepp. Under resan till Australien rundades Kap Horn både på ditvägen och hemvägen. När han återvände hade två visor som han skrivit under resan blivit förlagda och insjungna på grammofonskiva av John Wilhelm Hagberg. Han var en tid anställd på Sven-Olof Sandbergs musikförlag Svenska Noter och började 1931 sjunga in grammofonskivor på Columbia. Genombrottet kom 1938 med Jolly Bob från Aberdeen och Här dansar kustens glada kavaljer.
Han skrev både text och musik till över tusen visor, många med motiv från Göteborg och Bohuslän. Flera av hans visor har blivit allsångsklassiker, som De' ä' dans på Brännö brygga 1941 och Oh boy, oh boy, oh boy! 1946.
Han skrev även filmmelodier, bland annat Lite grann från ovan och Kalle på Spången 1939 åt Edvard Persson, samt revytexter. Han använde sig ibland av pseudonymerna Set Lange, Sten Aller, Erik Dahlquist, Ray Garden, Willy Dahl och Lars-Erik. Totalt gjorde han 476 insjungningar och var också en av medlemmarna i sånggruppen Tre Sang. Han filmdebuterade 1932 i Weyler Hildebrands Muntra musikanter.
År 1977 belönades Dahlquist med Evert Taube-priset, instiftat av denne 1960. Han har även fått en plats uppkallad efter sig vid Saltholmen, Lasse Dahlquists Plats, där Styrsöbolagets båtar har sin terminal.
Från 1936 var han gift med Inez Margareta, född Lindqvist (1911–2004). Han var far till saxofonisten Bob Dahlquist (1938–2005). Lasse Dahlquist avled i strupcancer 1979. Han ligger begravd på Brännö kyrkogård.
Lasse Dahlquists texter och visor testamenterades till Universitetsbiblioteket i Göteborg av sonen. Upphovsrätten överlämnades till Lasse Dahlquist-sällskapet.

## Filmografi i urval
- 1932 – Pojkarna på Storholmen
- 1932 – Muntra musikanter
- 1935 – Skärgårdsflirt
- 1938 – Styrman Karlssons flammor
- 1939 – Sjöcharmörer
- 1940 – Vi Masthuggspojkar
- 1942 – Det är min musik
- 1942 – Halta Lottas krog
- 1944 – Örnungar
- 1956 – Sista natten

## Filmmusik
- 1938 – Bara en trumpetare
- 1939 – Sjöcharmörer
- 1939 – Skanör-Falsterbo
- 1939 – Vi på Solgläntan
- 1940 – Vi Masthuggspojkar
- 1940 – Snurriga familjen
- 1940 – Västkustens hjältar
- 1941 – Göranssons pojke
- 1942 – Livet på en pinne
- 1944 – Örnungar

## Kända visor av Lasse Dahlquist
- Lasse Dahlquist jubileumsutgåva. Lasse Dahlquistsällskapet. 2009. Libris 11891382 - En jubileumsbox till hundraårsminnet av Dahlquists födelse med mer än 300 melodier och potpurrier från debuten 1931 till de sista inspelningarna 1974 på 13 CD. Dessutom ingår en ytterligare CD med andra artisters tolkningar.

- "Charlie Truck Polka"
- "De' ä' dans på Brännö brygga"
- "Hallå du gamle indian"
- "Här dansar kustens glada kavaljer"
- "Jolly Bob från Aberdeen"
- "Kom lella vän ska vi segla"
- "Morfar har berättat"
- "Måne, du gamle vän"
- "Oh boy, oh boy, oh boy!"
- "Stuvarevalsen"
- "Very Welcome Home, Mr Swanson"
- "Välkommen till Göteborg"

## Övrigt
24 november 1987 bildades Lasse Dahlquist-sällskapet för att sprida intresse för kompositören och hans verk. Sällskapet arrangerar återkommande konserter, kryssningar i Lasses farvatten, filmvisningar samt sång- och musikaftnar. Sedan 1989 delar man varje år ut Lasse Dahlquist-stipendiet till någon artist eller musiker som arbetar i Lasse Dahlquists anda.

## Referenser

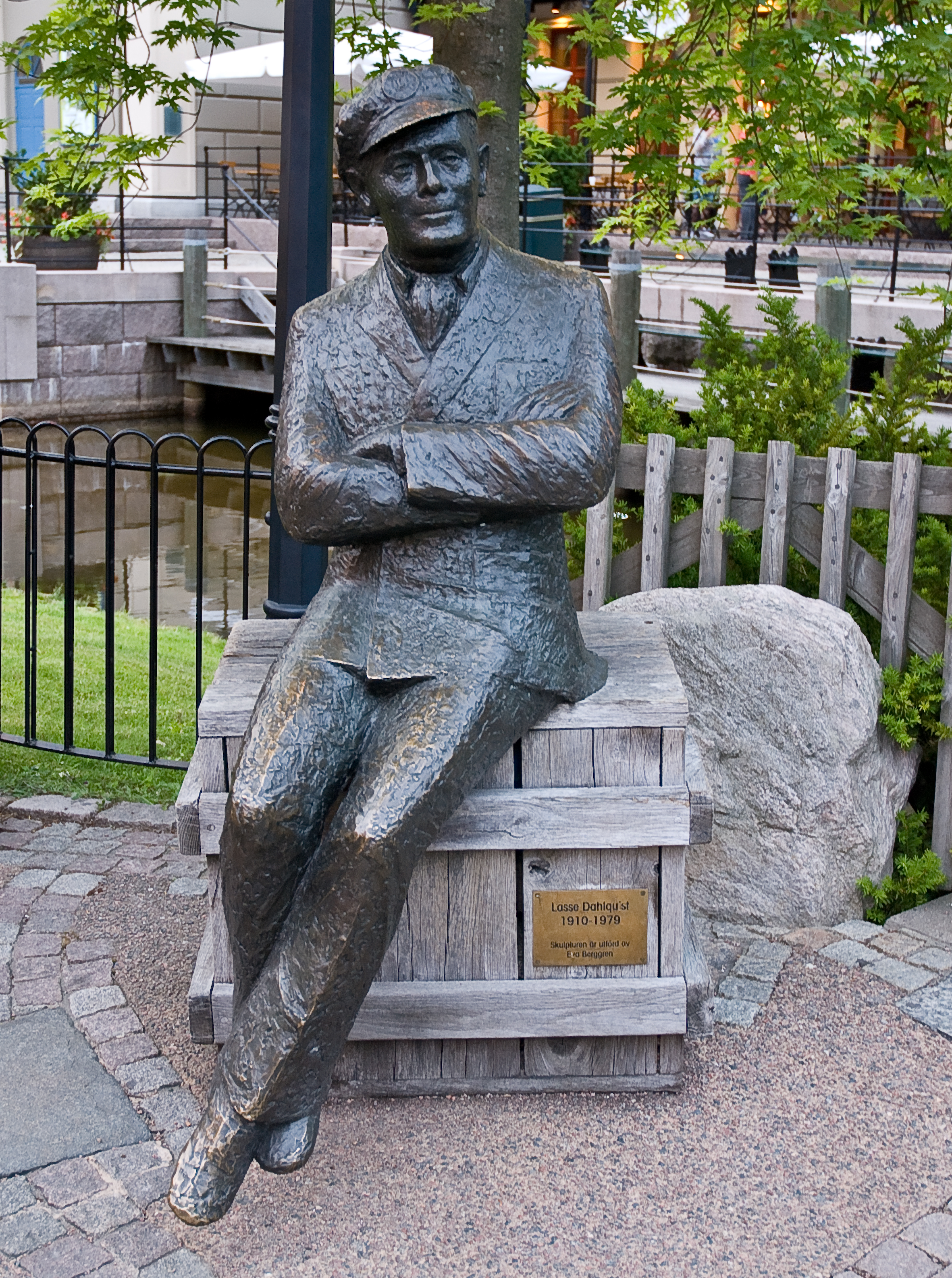
Lasse Dahlquist. Skulptur av Eva Berggren på Liseberg.